# Cueva de las Manos
Cueva de las Manos (på dansk: Grotten med hænderne) ligger ved Río Pinturas i Patagonien, Argentina. Det er mere en klippevæg overdækket med et overhængende bjerg end en grotte. På klippevæggen findes malerier af hundredetals hænder hvilket har givet grotten sit navn. Der findes også et antal dyr afbilledet. Malerierne er mellem 13.000 og 9.500 år gamle.

## Eksterne links
- UNESCO World Heritage Centre – Cueva de las Manos, Río Pinturas
- Patagonia Argentina – Cueva de las Manos
- Arte Rupestre – Cueva de las Manos Arkiveret 25. juli 2013 hos  Wayback Machine (billedgalleri)
- Interesting things of today: Cueva de las Manos Arkiveret 26. februar 2005 hos  Wayback Machine
- Cueva de las Manos in Ruta 40 Arkiveret 31. maj 2008 hos  Wayback Machine

47°09′00″S 70°40′00″V / 47.15°S 70.6667°V